# Rugenio Josephia
Rugenio Josephia (1 december 1989) is een Nederlands-Antilliaans voetballer bij NOAD.
In 2011 werd hij geselecteerd voor het Curaçaos voetbalelftal. En in december speelde Rugenio twee wedstrijden voor het Bonairiaans voetbalelftal. En won met ze de tweede editie van het ABCS-toernooi.